# Dragon (tidskrift)
Dragon, från början kallat The Dragon, var en amerikansk tidskrift som marknadsfördes till rollspelare, främst personer som spelade Dungeons and Dragons. Den var systertidning till den mindre populära Dungeon. 1976 publicerades den första utgåvan av TSR. Paizo Publishing erhöll en licens för att publicera både Dragon och Dungeon 2002 men blev av med licensen 2007, vilket ledde till att Dragon slutade tryckas. Dess sista publicerade nummer var nummer 359 i september 2007. Wizards of the Coast gav ut Dragon online, vilken upphörde med sin publicering efter december 2013.